# Robert Buckland
Pour les articles homonymes, voir Buckland.
Robert James Buckland, né le 22 septembre 1968 à Llanelli, est un homme politique britannique et avocat au barreau qui exerce les fonctions de secrétaire d'État pour le Pays de Galles de juillet à octobre 2022.
En tant que membre du Parti conservateur, il est député pour South Swindon de 2010 à 2024. Il est un partisan du maintien du Royaume-Uni dans l'Union européenne lors du référendum de 2016 ; il est solliciteur général de 2014 à 2019, jusqu'à ce qu'il devienne ministre d'État aux Prisons, poste qu'il occupe pendant moins de trois mois. Il est secrétaire d'État à la Justice et lord-chancelier du 24 juillet 2019 au 15 septembre 2021.

## Jeunesse et carrière
Il est né le 22 septembre 1968 à Llanelli, au pays de Galles. Il fait ses études locales à l'école primaire du comté d'Old Road et fait ensuite des études privées à l'école St Michael. Il étudie ensuite au Hatfield College de l'Université de Durham, où il devient secrétaire de la Junior Common Room et président de la Durham Union Society pendant le mandat de Michaelmas en 1989. Il obtient son diplôme en droit en 1990 et est appelé au barreau au Inner Temple .
Il exerce la profession d'avocat au pays de Galles de 1992 à 2010, se spécialisant en droit pénal. Il est nommé greffier en 2009, en tant que juge à temps partiel à la Crown Court. Il devient conseiller de la Reine en 2014 après avoir été solliciteur général et maître du banc à Inner Temple.

## Entrée en politique
Il est candidat du parti conservateur pour Elli Ward au conseil du comté de Dyfed en mai 1993, remportant le siège sur le parti travailliste avec une majorité de 3 voix seulement. Il aurait été le premier conservateur "de mémoire d'homme" à avoir été élu dans la région de Llanelli. À la suite de la réorganisation du gouvernement local, le quartier Elli Ward devient partie intégrante du conseil unitaire du comté de Carmarthenshire. Buckland se représente en 1995, où il est battu par le candidat travailliste par plus de 200 voix.
En 1994, il se présente sans succès en tant que candidat du parti conservateur au siège de député européen au sud du Pays de Galles occidental. L'année suivante, il se présente sans succès en tant que candidat du Parti conservateur au siège parlementaire sûr du parti travailliste d'Islwyn lors de l'élection partielle provoquée par la nomination du député Neil Kinnock comme commissaire européen. Cette élection partielle se déroule à un moment d'impopularité du gouvernement conservateur et est confortablement remportée par le candidat travailliste Don Touhig. Buckland ne recueille que 3,9% des suffrages. Il se présente ensuite sans succès pour le Parti conservateur en tant que candidat à Preseli Pembrokeshire aux élections générales de 1997. Il figure sur la liste des candidats du pays de Galles au Parti conservateur aux élections européennes de 1999, mais échoue de nouveau.
En 2005, il est choisi comme candidat au Parlement du parti conservateur pour Swindon South, en remplacement de l'ancien député Simon Coombs, qui a représenté Swindon de 1983 à 1997 et qui a été battu en 2001. Aux élections générales de 2005, Buckland perd face à la candidate travailliste Anne Snelgrove, qui recueille 17 534 voix contre 16 181, soit une majorité de 1 353 voix.

## Carrière parlementaire
Après sa défaite en 2005, Buckland remporte le siège de South Swindon aux élections générales de 2010 avec une majorité de 3 544 voix. Il obtient 19 687 voix (41,8% du total), contre 16 143 voix pour le député sortant Snelgrove.
En 2010, Il est élu au Comité de sélection des juges. En 2012, Buckland et son collègue député conservateur, Stuart Andrew, appellent à la destruction ou à la vente des téléphones portables des prisonniers afin de collecter des fonds pour les œuvres de bienfaisance des victimes, affirmant que les mobiles en prison constituaient une "menace". Ils sont tous deux soutenus par le sous-secrétaire d'État parlementaire chargé de l'aide juridique et des services juridiques, Jeremy Wright et le secrétaire d'État à la Justice du cabinet fantôme Sadiq Khan. Il préside le groupe multipartite sur l'autisme de 2011 à 2014 et est membre du groupe multipartite sur la parole, le langage et la communication.
Le 4 décembre 2012, Il est élu secrétaire adjoint de l'influent comité 1922. Il est également président de la Commission conservatrice des droits de l'homme de 2011 à 2014. Il siège au Comité des normes et au Comité des privilèges de 2012 à 2014. Il est également membre du Comité mixte des droits de l'homme de 2013 à 2014 et du Comité mixte de la protection de la vie privée de 2011 à 2012.
Le 15 juillet 2014, Buckland est nommé solliciteur général en Angleterre-et-Galles, en remplacement de Oliver Heald, dans le cadre d'un vaste remaniement gouvernemental.
En tant que solliciteur général, Buckland dirige le projet de loi sur les crimes graves de 2014 (maintenant la loi de 2015 sur les crimes graves). En 2015, il travaille avec le ministre du Home Office, James Brokenshire, pour faire passer le projet de loi sur l'immigration à l'étape de la Chambre des communes. En 2016, il contribue avec succès à faire passer le projet de loi sur les pouvoirs d'enquête à la Chambre des communes.
À l'élection générale de 2015, il conserve son siège avec une majorité accrue de 5 785 voix. À l'élection générale de 2017, Buckland est de nouveau réélu, mais avec une majorité réduite de 2 484 voix.
À la Chambre des communes, il siège aux comités consultatifs sur les œuvres d'art, les instruments législatifs (comités restreints et mixtes), le comité des normes et des privilèges, la protection de la vie privée et les actions en cessation (Comité mixte), les projets de loi de codification (Comité mixte), le Comité de la justice et Droits de l'homme (Comité mixte).
En mai 2019, Buckland est nommé ministre d'État au ministère de la Justice, succédant à Rory Stewart qui a été nommé secrétaire d'État au Développement international. Buckland est remplacé par Lucy Frazer en tant que solliciteur général pour la juridiction d’Angleterre-et-Galles.
En juillet 2019, Buckland est nommé secrétaire à la Justice et Lord grand chancelier par le nouveau Premier ministre Boris Johnson. Il est admis comme membre du Conseil privé le 25 juillet 2019. Il quitte son poste lors du remaniement du 15 septembre 2021.